# Toulouges
Cet article possède des paronymes, voir Toulouse (homonymie) et Toujouse.
Toulouges  est une commune française située dans l'est du département des Pyrénées-Orientales, en région Occitanie. Sur le plan historique et culturel, la commune est dans le Roussillon, une ancienne province du royaume de France, qui a existé de 1659 jusqu'en 1790 et qui recouvrait les trois vigueries du Roussillon, du Conflent et de Cerdagne.
Exposée à un climat méditerranéen, elle est drainée par la Basse, Agouille d'en Biagnes et par un autre cours d'eau.
Toulouges est une commune urbaine qui compte 7 375 habitants en 2022, après avoir connu une forte hausse de la population depuis 1962. Elle est dans l'agglomération de Perpignan et fait partie de l'aire d'attraction de Perpignan. Ses habitants sont appelés les Toulougiens ou Toulougiennes.

## Géographie

### Localisation
La commune de Toulouges se trouve dans le département des Pyrénées-Orientales, en région Occitanie.
Elle se situe à 6 km à vol d'oiseau de Perpignan, préfecture du département
La commune fait en outre partie du bassin de vie de Perpignan.
Les communes les plus proches sont :
Canohès (2,1 km), Baho (3,4 km), Le Soler (3,4 km), Villeneuve-la-Rivière (3,5 km), Pollestres (4,6 km), Saint-Estève (4,8 km), Ponteilla (5,1 km), Pézilla-la-Rivière (5,7 km).
Sur le plan historique et culturel, Toulouges fait partie de l'ancienne province du royaume de France, le Roussillon, qui a existé de 1659 jusqu'à la création du département des Pyrénées-Orientales en 1790 et qui recouvrait les trois vigueries du Roussillon, du Conflent et de Cerdagne.

### Communes limitrophes
Les communes limitrophes sont Perpignan, Canohès, Thuir et Le Soler.
|          |           |           |
| Le Soler | Toulouges | Perpignan |
| Thuir    | Canohès   |           |

### Hydrographie
- La rivière La Basse, affluent de la Têt qui se jette à Perpignan,

### Climat
Pour des articles plus généraux, voir Climat de l'Occitanie et Climat des Pyrénées-Orientales.
En 2010, le climat de la commune est de type climat méditerranéen franc, selon une étude du CNRS s'appuyant sur une série de données couvrant la période 1971-2000. En 2020, Météo-France publie une typologie des climats de la France métropolitaine dans laquelle la commune est exposée à un climat méditerranéen et est dans la région climatique Provence, Languedoc-Roussillon, caractérisée par une pluviométrie faible en été, un très bon ensoleillement (2 600 h/an), un été chaud (21,5 °C), un air très sec en été, sec en toutes saisons, des vents forts (fréquence de 40 à 50 % de vents > 5 m/s) et peu de brouillards.
Pour la période 1971-2000, la température annuelle moyenne est de 14,8 °C, avec une amplitude thermique annuelle de 15,7 °C. Le cumul annuel moyen de précipitations est de 609 mm, avec 5,6 jours de précipitations en janvier et 3 jours en juillet. Pour la période 1991-2020, la température moyenne annuelle observée sur la station météorologique la plus proche, située sur la commune de Perpignan à 6 km à vol d'oiseau, est de 16,0 °C et le cumul annuel moyen de précipitations est de 578,3 mm,. Pour l'avenir, les paramètres climatiques de la commune estimés pour 2050 selon différents scénarios d’émission de gaz à effet de serre sont consultables sur un site dédié publié par Météo-France en novembre 2022.

### Milieux naturels et biodiversité
Aucun espace naturel présentant un intérêt patrimonial n'est recensé sur la commune dans l'inventaire national du patrimoine naturel,,.

## Urbanisme

### Typologie
Au 1er janvier 2024, Toulouges est catégorisée centre urbain intermédiaire, selon la nouvelle grille communale de densité à sept niveaux définie par l'Insee en 2022.
Elle appartient à l'unité urbaine de Perpignan, une agglomération intra-départementale regroupant 15  communes, dont elle est une commune de la banlieue,,. Par ailleurs la commune fait partie de l'aire d'attraction de Perpignan, dont elle est une commune de la couronne,. Cette aire, qui regroupe 118 communes, est catégorisée dans les aires de 200 000 à moins de 700 000 habitants,.

### Occupation des sols

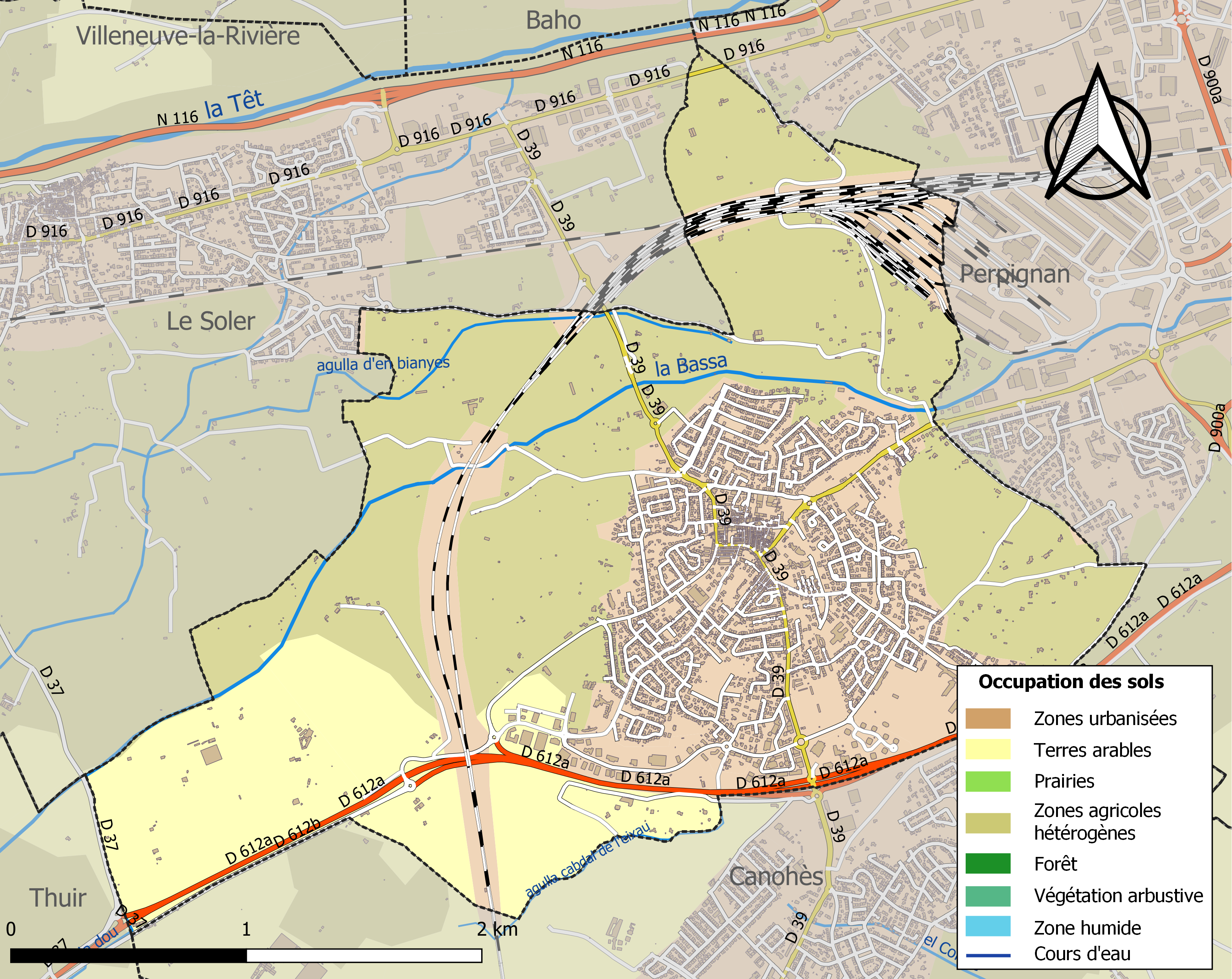
Carte des infrastructures et de l'occupation des sols de la commune en 2018 (CLC).

L'occupation des sols de la commune, telle qu'elle ressort de la base de données européenne d’occupation biophysique des sols Corine Land Cover (CLC), est marquée par l'importance des territoires agricoles (64 % en 2018), en diminution par rapport à 1990 (78,9 %). La répartition détaillée en 2018 est la suivante :
zones agricoles hétérogènes (44,2 %), zones urbanisées (24,5 %), cultures permanentes (19,9 %), zones industrielles ou commerciales et réseaux de communication (11,5 %). L'évolution de l’occupation des sols de la commune et de ses infrastructures peut être observée sur les différentes représentations cartographiques du territoire : la carte de Cassini (XVIIIe siècle), la carte d'état-major (1820-1866) et les cartes ou photos aériennes de l'IGN pour la période actuelle (1950 à aujourd'hui).

### Logement
En 2013, le nombre total de logements dans la commune était de 3 139.
Parmi ces logements, 91,2 % étaient des résidences principales, 1,4 % des résidences secondaires et 7,4 % des logements vacants.
La part des ménages propriétaires de leur résidence principale s’élevait à 63,5 %.

### Voies de communication et transports
La ligne 12 du réseau urbain Sankéo relie la commune au centre de Perpignan et au-delà à Torreilles depuis Canohès.
Une piste cyclable longe Toulouges et permet un accès direct à la métropole, cette piste cyclable de 15,7 km traverse plusieurs villages périurbain, comme Canohès, Ponteilla, Llupia, jusqu'à Thuir. Offrant une agréable vue sur le Canigou et les champs viticoles de la plaine. Cette voie verte dispose d'un sol lisse en béton, construite sur une ancienne voie ferrée.

### Risques majeurs
Le territoire de la commune de Toulouges est vulnérable à différents aléas naturels : inondations, climatiques (grand froid ou canicule), mouvements de terrains et séisme (sismicité modérée). Il est également exposé à un risque technologique, le transport de matières dangereuses, et à un risque particulier, le risque radon,.

#### Risques naturels
Certaines parties du territoire communal sont susceptibles d’être affectées par le risque d’inondation par crue torrentielle de cours d'eau du bassin de la Têt. La commune fait partie du territoire à risques importants d'inondation (TRI) de Perpignan-Saint-Cyprien, regroupant 43 communes du bassin de vie de l'agglomération perpignanaise, un des 31 TRI qui ont été arrêtés le 12 décembre 2012 sur le bassin Rhône-Méditerranée. Des cartes des surfaces inondables ont été établies pour trois scénarios : fréquent (crue de temps de retour de 10 ans à 30 ans), moyen (temps de retour de 100 ans à 300 ans) et extrême (temps de retour de l'ordre de 1 000 ans, qui met en défaut tout système de protection),.
Les mouvements de terrains susceptibles de se produire sur la commune sont liés au retrait-gonflement des argiles. Une cartographie nationale de l'aléa retrait-gonflement des argiles permet de connaître les sols argileux ou marneux susceptibles vis-à-vis de ce phénomène.

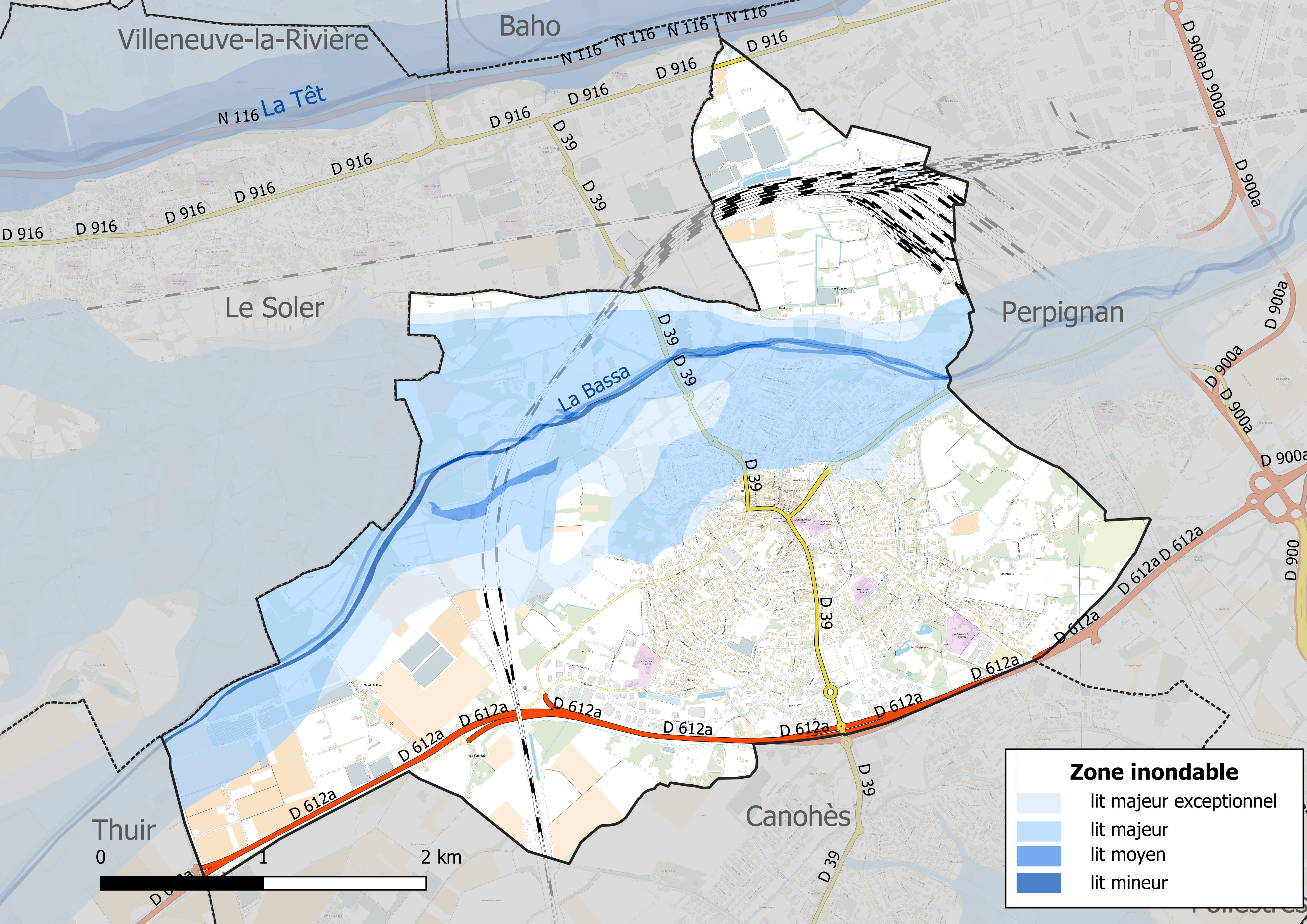
Carte des zones inondables.
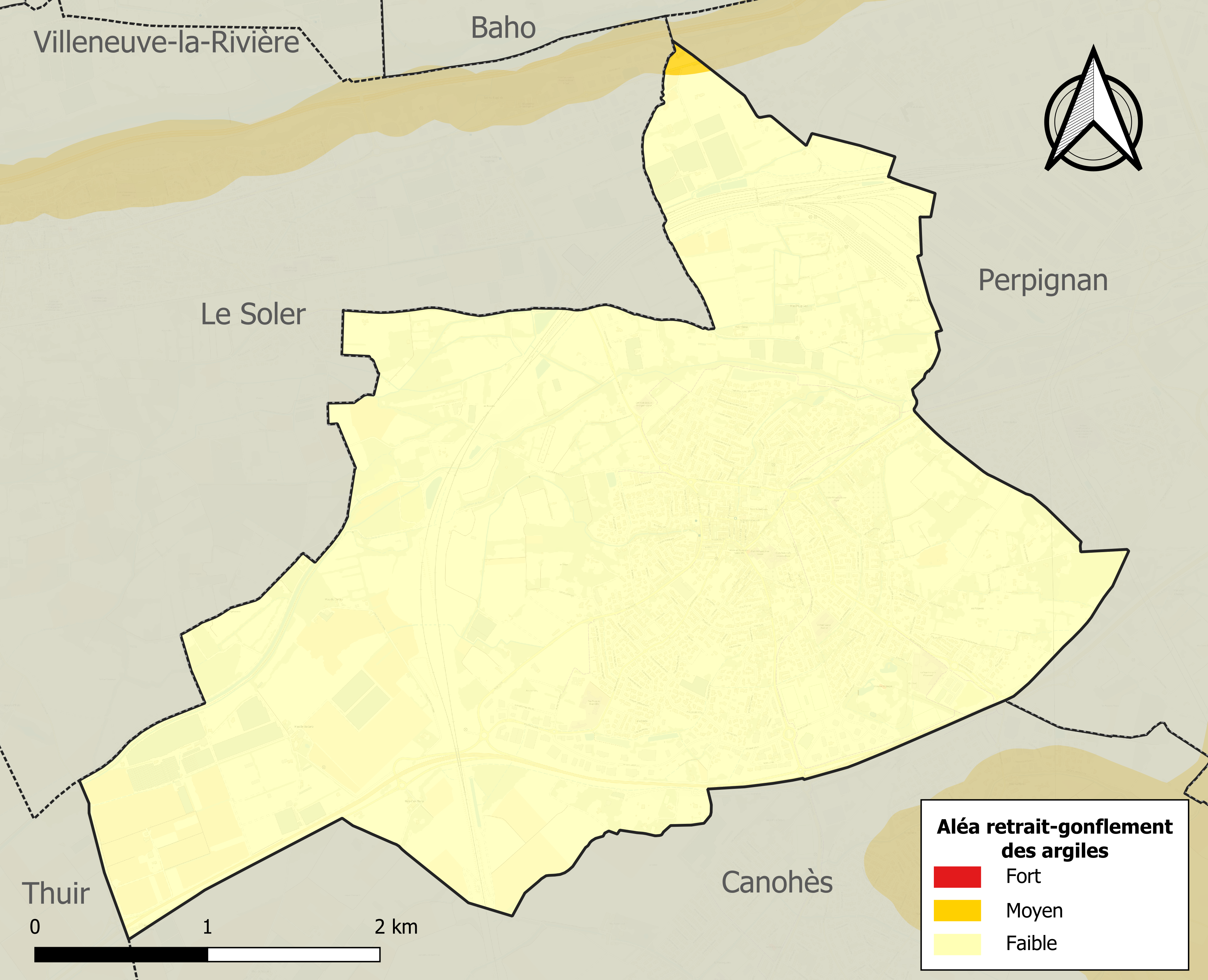
Carte des zones d'aléa retrait-gonflement des argiles.

#### Risques technologiques
Le risque de transport de matières dangereuses sur la commune est lié à sa traversée par une infrastructure ferroviaire. Un accident se produisant sur de telles infrastructures est en effet susceptible d’avoir des effets graves au bâti ou aux personnes jusqu’à 350 m, selon la nature du matériau transporté. Des dispositions d’urbanisme peuvent être préconisées en conséquence.

#### Risque particulier
Dans plusieurs parties du territoire national, le radon, accumulé dans certains logements ou autres locaux, peut constituer une source significative d’exposition de la population aux rayonnements ionisants. Toutes les communes du département sont concernées par le risque radon à un niveau plus ou moins élevé. Selon la classification de 2018, la commune de Toulouges est classée en zone 2, à savoir zone à potentiel radon faible mais sur lesquelles des facteurs géologiques particuliers peuvent faciliter le transfert du radon vers les bâtiments.

## Toponymie
Le nom de la localité est mentionné en 908, en même temps que celui de son église, sous la forme Tulogias en 908, puis Tologis en 937, Tulujes en 1027, Tuluges en 1030, Toluges en 1119.
L'hypothèse la plus simple considère qu'il s'agit d'un nom de domaine basé sur le nom du propriétaire, par exemple le domaine de Tulludius ou encore celui de Taluppius.
En catalan, le nom de la commune est Toluges.

## Histoire
La plaine de Toulouges a été le lieu d'une série de conciles, dits « conciles de paix », car ils prenaient place dans le mouvement de la Paix de Dieu. Ces conciles sont également désignés comme « conciles d'Elne / Toulouges » ou tout simplement « conciles d'Elne », car ils dépendaient de l'évêché d'Elne. Le premier de ces conciles a été réuni par l'archevêque de Narbonne Guifred de Cerdagne en 1027 et c'est le premier à évoquer le concept de Trêve de Dieu, qui complète celui de Paix de Dieu. Des conciles se sont par la suite tenus dans la plaine de Toulouges en décembre 1041 et en 1065.

## Politique et administration

### Liste des maires

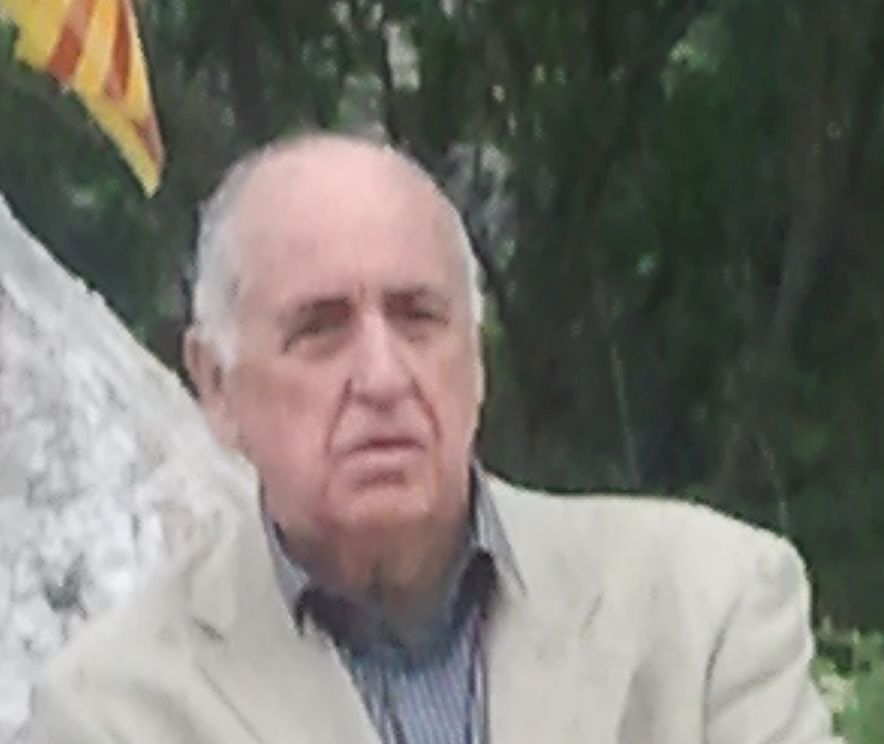
Louis Caseilles, devenu maire de Saint-Laurent-de-Cerdans en 2014

| Période   | Période   | Identité              | Étiquette           | Qualité |
| --------- | --------- | --------------------- | ------------------- | --- |
| 1790      | 1792      | Jacques Abrich        |                     | |
| 1792      | 1794      | François Mascle       |                     | |
| 1794      | 1795      | Joseph Barrera Turnet |                     | |
| 1795      | 1797      | Julien Bonafos        |                     | |
| 1797      | 1799      | Joseph Mascle         |                     | |
| 1799      | 1811      | Joseph Barrere Llucia |                     | |
| 1811      | 1816      | Clément Raymond       |                     | |
| 1816      | 1830      | François Fabresse     |                     | |
| 1830      | 1843      | Augustin Averos       |                     | |
| 1843      | 1845      | Michel Ricard         |                     | |
| 1845      | 1846      | Jean Barrere Sarmet   |                     | |
| 1846      | 1848      | Augustin Averos       |                     | |
| 1848      | 1851      | Joseph Gaspar         |                     | |
| 1851      | 1861      | Jean Blandinieres     |                     | |
| 1861      | 1864      | Jean Caneil           |                     | |
| 1864      | 1870      | Mathias Barde         |                     | |
| 1870      | 1871      | Joseph Vidal          |                     | |
| 1871      | 1871      | Alexandre Mascle      |                     | |
| 1871      | 1874      | François Ribere       |                     | |
| 1874      | 1876      | Alexandre Mascle      |                     | |
| 1876      | 1877      | François Ribere       |                     | |
| 1877      | 1878      | Alexandre Mascle      |                     | |
| 1878      | 1881      | Soler                 |                     | |
| 1881      | 1883      | Pierre Pejouan        |                     | |
| 1883      | 1888      | Thomas Valette        |                     | |
| 1888      | 1890      | Antoine Sarrahy       |                     | |
| 1890      | 1902      | Raphaël Pejouan Pique |                     | |
| 1902      | 1922      | Joseph Taurinya       |                     | |
| 1922      | 1935      | Joseph Brial          |                     | |
| 1935      | 1941      | Louis Lacaze          |                     | |
| 1941      | 1944      | Eugène Pejouan        |                     | |
| 1944      | 1977      | Albin Abelanet        | SFIO / PS           | conseiller municipal, puis maire (1953, 59, 65, 71), puis conseiller municipal (1977)                                          |
| mars 1977 | mars 2014 | Louis Caseilles,      | PS puis PRG puis PS | Conseiller général du canton de Toulouges (1982 → 2015)                                                                        |
| mars 2014 | juin 2020 | Jean Roque            | PS                  | Retraité Conseiller régional de Languedoc-Roussillon (2014 → 2015) Conseiller départemental du canton de Perpignan-6 (2015 → ) |
| juin 2020 | En cours  | Nicolas Barthe        | SE                  | Kinésithérapeute |

## Population et société

### Démographie ancienne
La population est exprimée en nombre de feux (f) ou d'habitants (H).
| 1355 | 1359 | 1365 | 1378 | 1515 | 1553 | 1643 | 1709 | 1720 |
| ---- | ---- | ---- | ---- | ---- | ---- | ---- | ---- | ---- |
| 14 f | 19 f | 14 f | 1 f  | 2 f  | 2 f  | 10 f | 52 f | 75 f |

| 1730 | 1767  | 1774 | 1789  | - | - | - | - | - |
| ---- | ----- | ---- | ----- | - | - | - | - | - |
| 84 f | 401 H | 84 f | 115 f | - | - | - | - | - |

### Démographie contemporaine
| 1793 | 1800 | 1806 | 1821 | 1831 | 1836 | 1841 | 1846 | 1851  |
| ---- | ---- | ---- | ---- | ---- | ---- | ---- | ---- | ----- |
| 432  | 537  | 529  | 719  | 835  | 897  | 921  | 943  | 1 077 |

| 1856  | 1861  | 1866  | 1872  | 1876  | 1881  | 1886  | 1891  | 1896  |
| ----- | ----- | ----- | ----- | ----- | ----- | ----- | ----- | ----- |
| 1 085 | 1 062 | 1 121 | 1 232 | 1 257 | 1 248 | 1 280 | 1 240 | 1 345 |

| 1901  | 1906  | 1911  | 1921  | 1926  | 1931  | 1936  | 1946  | 1954  |
| ----- | ----- | ----- | ----- | ----- | ----- | ----- | ----- | ----- |
| 1 450 | 1 312 | 1 248 | 1 143 | 1 113 | 1 315 | 1 351 | 1 268 | 1 357 |

| 1962  | 1968  | 1975  | 1982  | 1990  | 1999  | 2004  | 2006  | 2009  |
| ----- | ----- | ----- | ----- | ----- | ----- | ----- | ----- | ----- |
| 1 524 | 2 117 | 2 868 | 3 637 | 4 955 | 5 396 | 5 743 | 5 701 | 6 115 |

| 2014  | 2019  | 2022  | - | - | - | - | - | - |
| ----- | ----- | ----- | - | - | - | - | - | - |
| 6 690 | 7 192 | 7 375 | - | - | - | - | - | - |

| selon la population municipale des années : | 1968 | 1975 | 1982 | 1990 | 1999 | 2006 | 2009 | 2013 |
| Rang de la commune dans le département      | 26   | 19   | 20   | 17   | 16   | 16   | 16   | 15   |
| Nombre de communes du département           | 232  | 217  | 220  | 225  | 226  | 226  | 226  | 226  |

### Enseignement
- Collège François Mitterrand
- École élémentaire Jean Jaurès
- École maternelle Ludovic Massé

### Manifestations culturelles et festivités

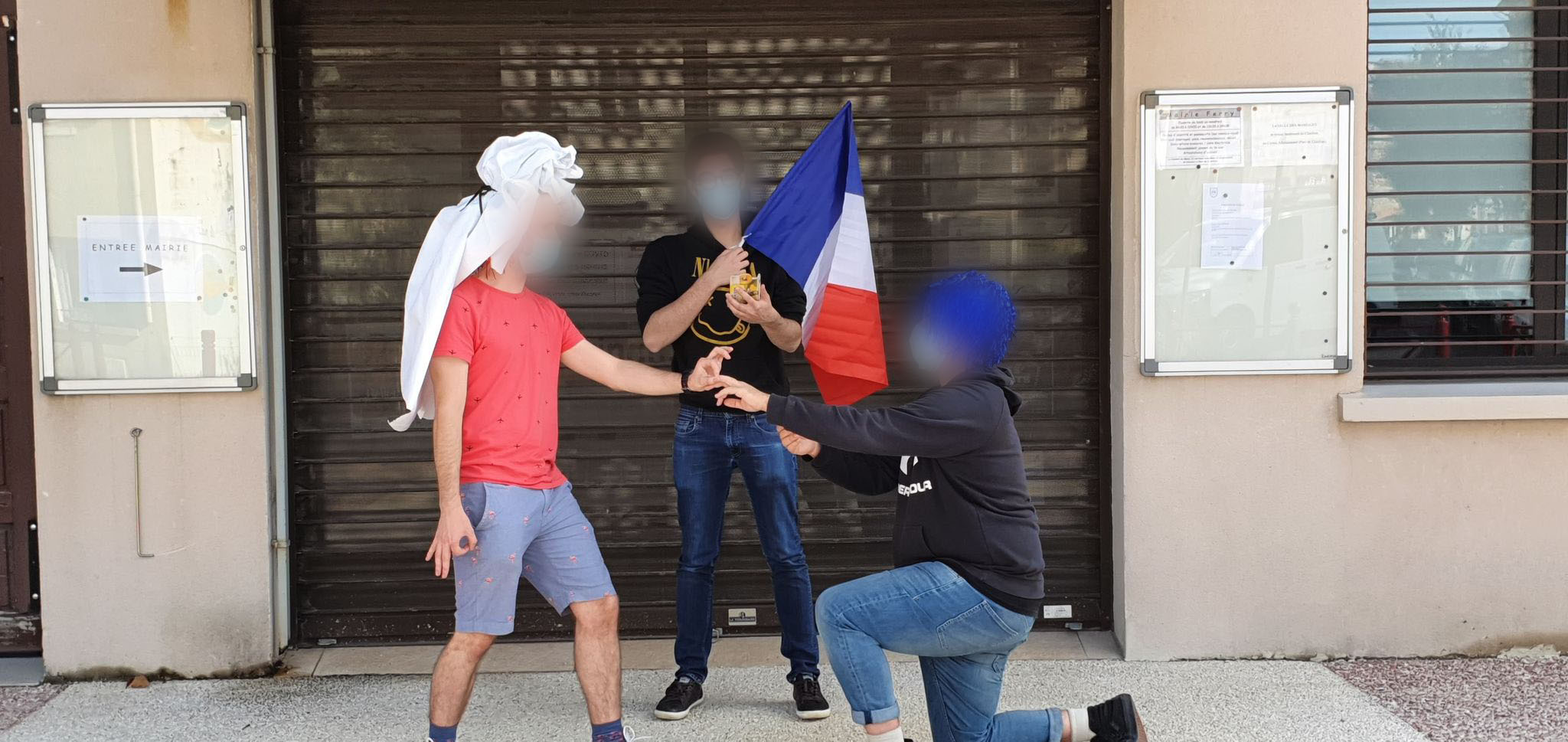
Fête communale de Toulouges en 2019

- Fête patronale : 15 août[43] ;
- Fête communale : 20 janvier[43].

### Sports
La ville de Toulouges a pour installations sportives 2 stades (Stade de Clairfont) et 2 salles polyvalentes dont le Naturopôle, la salle de basket-ball.
Clubs :
- École treiziste catalane (ETC). Club de rugby à XIII connu pour former les meilleurs joueurs du département.
- Union sportive athlétique toulougienne. Club omnisports comprenant un club de basket-ball (USA Toulouges), un club de tennis (USATTennis), un club de judo (USAT judo) et anciennement un club de rugby à XV féminin (USA Toulouges)
- Rugby club des Aspres. Club de rugby à XV de Toulouges, Canohès, Pollestres, Ponteilla, ne comprenant que des sections jeunes.
- Canohès Toulouges Tennis de Table (CTTT). Club de tennis de table de Toulouges et Canohès.
- La Plume toulougienne. Club de badminton
- RFCT Club de football (Roussillon Football Canohès Toulouges)
- Club pétanque toulougienne championne de France 3e division par équipes de club en 2011.

## Économie

### Revenus
En 2018, la commune compte 3 026 ménages fiscaux, regroupant 6 971 personnes. La médiane du revenu disponible par unité de consommation est de 20 910 € (19 350 € dans le département). 49 % des ménages fiscaux sont imposés (42,1 % dans le département).

### Emploi
|                | 2008   | 2013   | 2018   |
| -------------- | ------ | ------ | ------ |
| Commune        | 8,4 %  | 11,9 % | 11,7 % |
| Département    | 10,3 % | 12,9 % | 13,3 % |
| France entière | 8,3 %  | 10 %   | 10 %   |

En 2018, la population âgée de 15 à 64 ans s'élève à 4 254 personnes, parmi lesquelles on compte 77,1 % d'actifs (65,4 % ayant un emploi et 11,7 % de chômeurs) et 22,9 % d'inactifs,. Depuis 2008, le taux de chômage communal (au sens du recensement) des 15-64 ans est inférieur à celui du département, mais supérieur à celui de la France.
La commune fait partie de la couronne de l'aire d'attraction de Perpignan, du fait qu'au moins 15 % des actifs travaillent dans le pôle,. Elle compte 1 997 emplois en 2018, contre 2 011 en 2013 et 1 723 en 2008. Le nombre d'actifs ayant un emploi résidant dans la commune est de 2 808, soit un indicateur de concentration d'emploi de 71,1 % et un taux d'activité parmi les 15 ans ou plus de 57,6 %.
Sur ces 2 808 actifs de 15 ans ou plus ayant un emploi, 595 travaillent dans la commune, soit 21 % des habitants. Pour se rendre au travail, 87,1 % des habitants utilisent un véhicule personnel ou de fonction à quatre roues, 2,2 % les transports en commun, 7,4 % s'y rendent en deux-roues, à vélo ou à pied et 3,3 % n'ont pas besoin de transport (travail au domicile).

### Activités hors agriculture

#### Secteurs d'activités
651 établissements sont implantés à Toulouges au 31 décembre 2019. Le tableau ci-dessous en détaille le nombre par secteur d'activité et compare les ratios avec ceux du département,.
| Secteur d'activité                                                                                        | Commune | Commune | Département |
| Secteur d'activité                                                                                        | Nombre  | %       | %           |
| --- | ------- | ------- | ----------- |
| Ensemble                                                                                                  | 651     | 100 %   | (100 %)     |
| Industrie manufacturière, industries extractives et autres                                                | 44      | 6,8 %   | (8,7 %)     |
| Construction                                                                                              | 115     | 17,7 %  | (14,3 %)    |
| Commerce de gros et de détail, transports, hébergement et restauration                                    | 133     | 20,4 %  | (30,5 %)    |
| Information et communication                                                                              | 11      | 1,7 %   | (1,9 %)     |
| Activités financières et d'assurance                                                                      | 26      | 4 %     | (3 %)       |
| Activités immobilières                                                                                    | 40      | 6,1 %   | (6,2 %)     |
| Activités spécialisées, scientifiques et techniques et activités de services administratifs et de soutien | 116     | 17,8 %  | (13 %)      |
| Administration publique, enseignement, santé humaine et action sociale                                    | 110     | 16,9 %  | (13,9 %)    |
| Autres activités de services                                                                              | 56      | 8,6 %   | (8,5 %)     |

Le secteur du commerce de gros et de détail, des transports, de l'hébergement et de la restauration est prépondérant sur la commune puisqu'il représente 20,4 % du nombre total d'établissements de la commune (133 sur les 651 entreprises implantées à Toulouges), contre 30,5 % au niveau départemental.

#### Entreprises et commerces
Les cinq entreprises ayant leur siège social sur le territoire communal qui génèrent le plus de chiffre d'affaires en 2020 sont :
- Brasserie Milles, commerce de gros (commerce interentreprises) de boissons (22 428 k€)
- Anteus Fruits, commerce de gros (commerce interentreprises) de fruits et légumes (10 780 k€)
- Guy Barboteu Restauration SARL, restauration collective sous contrat (9 151 k€)
- Roussillon Achat Service - Ras, commerce de gros (commerce interentreprises) de fruits et légumes (8 784 k€)
- Blinker France, commerce de gros (commerce interentreprises) de quincaillerie (6 973 k€)

### Agriculture
La commune est dans la « plaine du Roussillon », une petite région agricole occupant la bande côtière et une grande partie centrale du département des Pyrénées-Orientales. En 2020, l'orientation technico-économique de l'agriculture  sur la commune est la polyculture et/ou le polyélevage.
|               | 1988 | 2000 | 2010 | 2020 |
| ------------- | ---- | ---- | ---- | ---- |
| Exploitations | 118  | 58   | 30   | 17   |
| SAU (ha)      | 553  | 347  | 216  | 117  |

Le nombre d'exploitations agricoles en activité et ayant leur siège dans la commune est passé de 118 lors du recensement agricole de 1988  à 58 en 2000 puis à 30 en 2010 et enfin à 17 en 2020, soit une baisse de 86 % en 32 ans. Le même mouvement est observé à l'échelle du département qui a perdu pendant cette période 73 % de ses exploitations,. La surface agricole utilisée sur la commune a également diminué, passant de 553 ha en 1988 à 117 ha en 2020. Parallèlement la surface agricole utilisée moyenne par exploitation a augmenté, passant de 5 à 7 ha.

## Culture locale et patrimoine

### Monuments et lieux touristiques
- L'église de l'Assomption de la Vierge (porche  Classé MH (1907), église  Inscrit MH (1959))[50] ;
- Le calvaire du XVIIIe siècle ( Inscrit MH (1927)) ;
- Le beffroi.
- La mairie

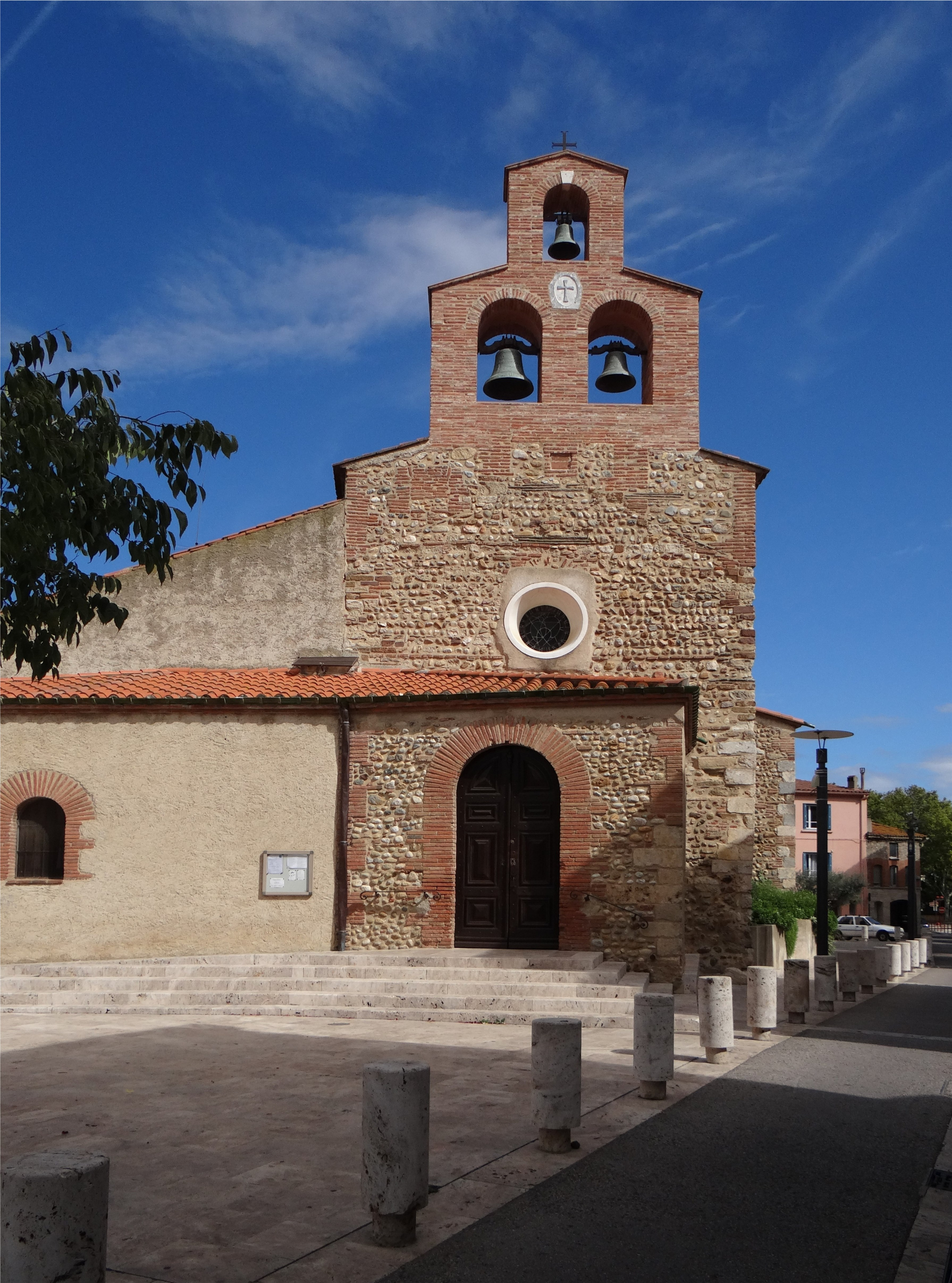
Église de l'Assomption de la Vierge
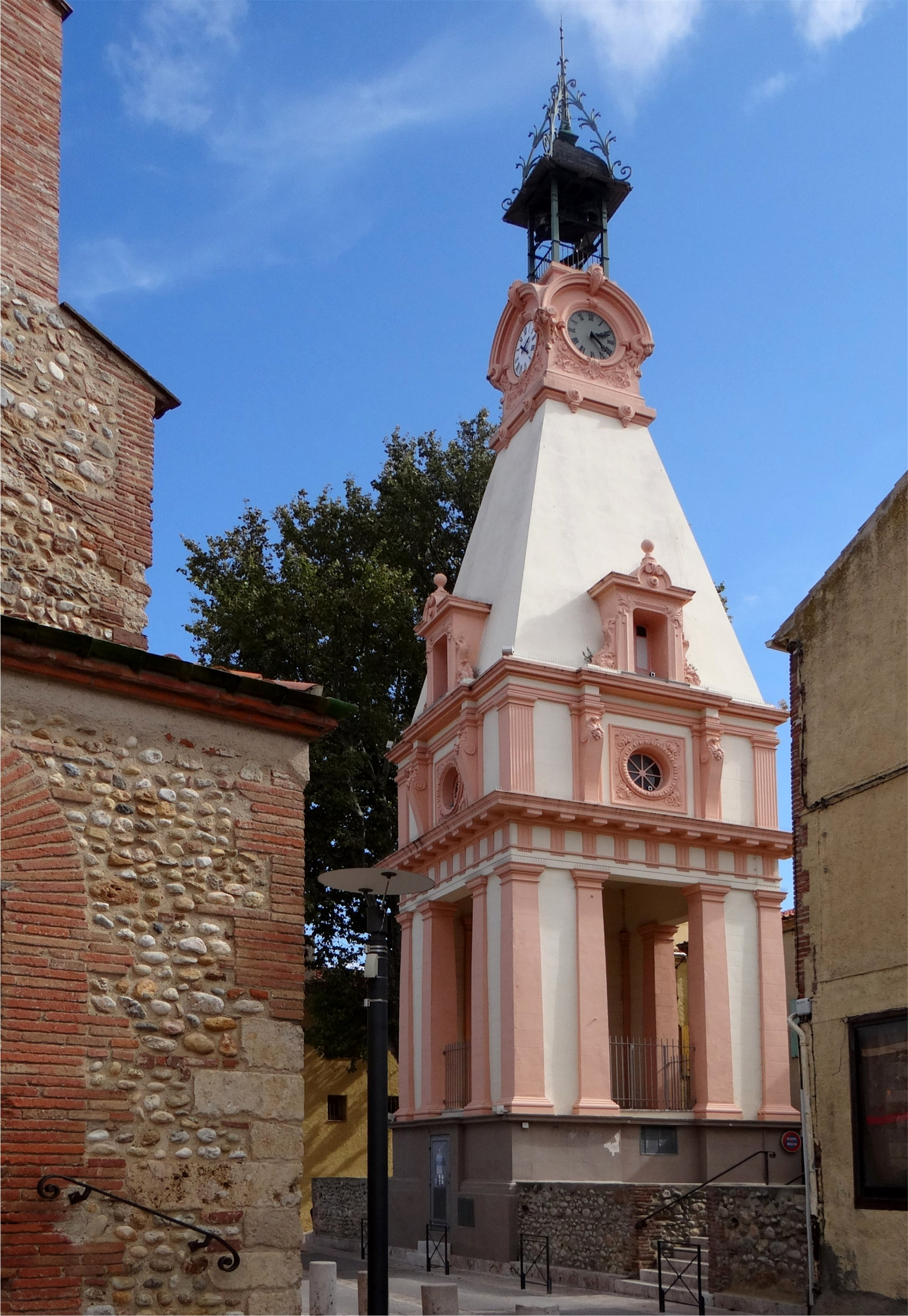
Le beffroi

### Personnalités liées à la commune
- Gaston Groussole, écrivain et poète roussillonnais, né en 1927
- Joseph Sayrou (1898-1974), joueur français de rugby à XV, 9 fois sélectionné en équipe de France (1926-1929), né à Toulouges

### Héraldique
| Blason de Toulouges | Blason  | De sinople à la main dextre bénissante parée d’or posée en fasce, brochant sur un cercle d’argent. |
| Blason de Toulouges | Détails | Le statut officiel du blason reste à déterminer.                                                   |